# Tieghemella
Genre
Classification phylogénétique
Tieghemella est un genre de plantes à fleurs de la famille des Sapotaceae. Ce sont des arbres et des arbustes originaires d'Afrique tropicale.

## Synonymes
- Dumoria.

## Quelques espèces
- Tieghemella africana
- Tieghemella heckeliana
- Tieghemella heckelii
- Tieghemella jollyana